# Johnson County (Illinois)
Johnson County is een county in de Amerikaanse staat Illinois.
De county heeft een landoppervlakte van 893 km² en telt 12.878 inwoners (volkstelling 2000). De hoofdplaats is Vienna.